# Europawahl in Lettland 2019
- LKS: 1
- SDPS: 2
- AP!: 1
- V: 2
- NA: 2

Die Europawahl in Lettland 2019 fand am 25. Mai 2019 statt. Sie wurde im Rahmen der EU-weit stattfindenden Europawahl 2019 durchgeführt.
In Lettland wurden 8 Sitze im Europäischen Parlament vergeben. Die Sperrklausel für Parteien und Listen betrug 5 %.

## Ausgangslage
Folgende Parteien und Wahlbündnisse wurden regelmäßig in Wahlumfragen abgefragt:
| Partei                                                                            | Politische Ausrichtung                                   | Europäische Partei | Sitze EP | Sitze Saeima |
| --------------------------------------------------------------------------------- | -------------------------------------------------------- | ------------------ | -------- | ------------ |
| Sociāldemokrātiskā partija „Saskaņa“ (SDPS) Sozialdemokratische Partei „Harmonie“ | Sozialdemokratie, pro-russisch                           | SPE                | –        | 23           |
| Jaunā konservatīvā partija (JKP) Neue Konservative Partei                         | Konservatismus, pro-europäisch                           | –                  | –        | 16           |
| Politiskā partija „KPV LV“ (KPV) Wem gehört der Staat?                            | Rechtspopulismus, europakritisch                         | –                  | –        | 15           |
| Attīstībai/Par! Entwicklung/Für!                                                  | Liberalismus, pro-europäisch                             | ALDE/–             | –        | 13           |
| Nacionālā apvienība (NA) Nationale Vereinigung                                    | Nationalkonservatismus, Rechtspopulismus, europakritisch | AKRE               | 1        | 13           |
| Zaļo un Zemnieku savienība (ZZS) Bündnis der Grünen und Bauern                    | Bauernpartei, Grüne Politik, Zentrismus, europakritisch  | EGP/–              | 1        | 11           |
| Vienotība (V) Neue Einigkeit                                                      | Konservatismus, Liberalismus, pro-europäisch             | EVP                | 4        | 8            |
| Latvijas Krievu savienība (LKS) Russische Union Lettlands                         | pro-russisch                                             | EFA *              | 2        | –            |
| Latvijas Reģionu apvienība (LRA) Lettische Regionale Allianz                      | Zentrismus, Regionalismus                                |                    | –        | –            |

Iveta Grigule war parteilose Abgeordnete in der ALDE-Fraktion, gewählt für ZZS.

### Verlauf

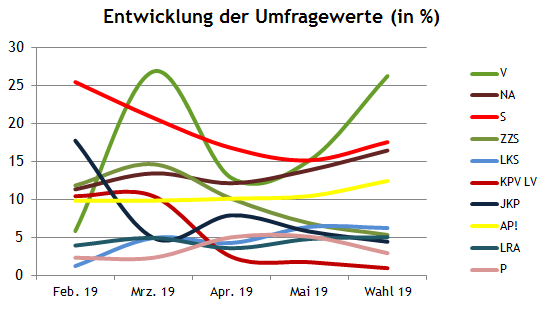
Verlauf der Umfragen vom 18. Februar bis zur Wahl 2019

## Umfragen

### Letzte Umfragen vor der Wahl
| Datum      | Institut       | V     | NA    | SDPS  | ZZS  | LKS  | KPV LV | JKP  | AP!  | LRA  | P    | Sonstige |
| ---------- | -------------- | ----- | ----- | ----- | ---- | ---- | ------ | ---- | ---- | ---- | ---- | -------- |
| 21.05.2019 | Berg Research  | 18,37 | 15,36 | 17,02 | 4,37 | 7,38 | 1,05   | 4,52 | 9,94 | 7,68 | 3,77 | 1,50     |
| 20.05.2019 | Factum         | 16,1  | 17,1  | 14,3  | 9,3  | 4,8  | 3,0    | 9,5  | 10,4 | 4,6  | 7,1  | 3,8      |
| 09.05.2019 | Factum         | 13    | 17    | 15    | 8    | 5    | 3      | 11   | 11   | 6    | 6    | 5        |
| 06.05.2019 | SDKS           | 10,8  | 9,0   | 14,0  | 3,8  | 6,9  | 1,1    | 3,2  | 10,9 | 2,0  | 4,3  | 2,1      |
| 22.04.2019 | Latvijas Fakti | 6,1   | 6,5   | 11,4  | 5,8  | 2,4  | 1,9    | 4,9  | 5,8  | 2,6  | 1,4  | –        |
| 16.04.2019 | SKDS           | 11,7  | 8,1   | 15,0  | 3,7  | 5,0  | 0,6    | 2,4  | 10,6 | 1,7  | 4,5  | 1        |
| 05.04.2019 | Factum         | 15    | 14    | 19    | 9    | 5    | 3      | 9    | 11   | 4    | 6    | 5        |
| 18.03.2019 | Latvijas Fakti | 26,8  | 13,4  | 20,7  | 14,6 | 4,9  | –      | 4,9  | 9,8  | 4,9  | 2,3  | –        |
| 18.02.2019 | Kantar Public  | 5,8   | 11,3  | 25,4  | 11,8 | 1,2  | 10,4   | 17,7 | 9,8  | 3,9  | 2,3  | 0,4      |

## Ergebnis
| Listen            | Listen                                                             | Stimmen   | %    | Mandate | +/- |
| ----------------- | ------------------------------------------------------------------ | --------- | ---- | ------- | --- |
|                   | Vienotība                                                          | 124.193   | 26,2 | 2       | –2  |
|                   | Sociāldemokrātiskā partija „Saskaņa“                               | 82.604    | 17,5 | 2       | +1  |
|                   | Nacionālā apvienība „Visu Latvijai!“ – „Tēvzemei un Brīvībai/LNNK“ | 77.591    | 16,4 | 2       | +1  |
|                   | Attīstībai/Par!                                                    | 58.763    | 12,4 | 1       | Neu |
|                   | Latvijas Krievu savienība                                          | 29.546    | 6,2  | 1       | –   |
|                   | Zaļo un Zemnieku savienība                                         | 25.252    | 5,3  | –       | –1  |
|                   | Latvijas Reģionu apvienība                                         | 23.581    | 5,0  | –       | –   |
|                   | Jaunā konservatīvā partija                                         | 20.595    | 4,4  | –       | Neu |
|                   | Progresīvie                                                        | 13.705    | 2,9  | –       | Neu |
|                   | Politiskā partija KPV LV                                           | 4.362     | 0,9  | –       | Neu |
|                   | Latviešu Nacionālisti                                              | 3.172     | 0,7  | –       | Neu |
|                   | Centra partija                                                     | 2.312     | 0,5  | –       | Neu |
|                   | Atmoda                                                             | 2.242     | 0,5  | –       | Neu |
|                   | Latvijas Sociāldemokrātiskā Strādnieku partija                     | 922       | 0,2  | –       | –   |
|                   | Jaunā Saskaņa                                                      | 829       | 0,2  | –       | Neu |
|                   | Rīcības partija                                                    | 791       | 0,2  | –       | Neu |
| Gesamt            | Gesamt                                                             | 473.260   | 100  | 8       | –   |
|                   |                                                                    |           |      |         |     |
| Ungültige Stimmen | Ungültige Stimmen                                                  | 1.130     | 0,2  |         |     |
| Wähler            | Wähler                                                             | 474.390   | 33,5 |         |     |
| Wahlberechtigte   | Wahlberechtigte                                                    | 1.414.712 |      |         |     |
|                   |                                                                    |           |      |         |     |
| Quelle: CVK       |                                                                    |           |      |         |     |

## Fraktionen im Europäischen Parlament

### Nach Parteien
| Partei                         | Partei                                                             | Mandate | Fraktion |
| ------------------------------ | ------------------------------------------------------------------ | ------- | -------- |
|                                | Vienotība                                                          | 2 / 8   | EVP      |
|                                | Sociāldemokrātiskā partija „Saskaņa“                               | 2 / 8   | S&D      |
|                                | Nacionālā apvienība „Visu Latvijai!“ – „Tēvzemei un Brīvībai/LNNK“ | 2 / 8   | EKR      |
|                                | Attīstībai/Par!                                                    | 1 / 8   | RE       |
|                                | Latvijas Krievu savienība                                          | 1 / 8   | G/EFA    |
|                                |                                                                    |         |          |
| Quelle: Europäisches Parlament |                                                                    |         |          |

### Nach Fraktionen
| Partei | Partei                                                     | Sitze  | Sitze | Sitze   |
| Partei | Partei                                                     | Anzahl | +/−   | %       |
| ------ | ---------------------------------------------------------- | ------ | ----- | ------- |
|        | Europäische Volkspartei (EVP)                              | 2      | −2    | 25,00 % |
|        | Progressive Allianz der Sozialdemokraten (S&D)             | 2      | +1    | 25,00 % |
|        | Europäische Konservative und Reformer (EKR)                | 2      | +1    | 25,00 % |
|        | Renew Europe (RE)                                          | 1      | ±0    | 12,50 % |
|        | Die Grünen/Europäische Freie Allianz (Grüne/EFA)           | 1      | ±0    | 12,50 % |
|        | Vereinte Europäische Linke/Nordische Grüne Linke (GUE/NGL) | 0      | ±0    | 0 %     |
|        | Identität und Demokratie (ID)                              | 0      | neu   | 0 %     |
| Gesamt | Gesamt                                                     | 8      | —     | 100,0   |